# Menhir von Bad Säckingen
Der Menhir von Bad Säckingen ist ein vorgeschichtlicher Menhir in Bad Säckingen im Landkreis Waldshut in Baden-Württemberg. Er wurde 1956 entdeckt und wieder aufgerichtet.

## Lage
Der Stein befindet sich am westlichen Ortsrand von Bad Säckingen auf dem Waldfriedhof. Er befand sich am Rand einer jungsteinzeitlichen Siedlung, wo er 1956 im dichten Unterholz entdeckt wurde. Später wurde er am Fundort wieder aufgerichtet.

## Beschreibung
Der Menhir besteht aus Granit, der in der näheren Umgebung nicht vorkommt. Er ist gedrungen und hat einen viereckigen Querschnitt mit leicht gerundeten Kanten. Er verjüngt sich nach oben und läuft in einer stumpfen Fläche aus. Der Stein hat eine Höhe von 107 cm, eine Breite von 70 cm und eine Dicke von 40 cm; er steckt 43 cm tief in der Erde. Die Oberfläche des Steins war über längere Zeit fließendem Wasser ausgesetzt; weiterhin ist eine Absprengung sichtbar, die wohl jüngeren Datums ist.